# Villar del Arzobispo
Villar del Arzobispo (valencianisch El Villar) ist eine Gemeinde und ein Dorf in der spanischen Provinz Valencia. Sie befindet sich im Comarca Los Serranos.

## Geografie
Die Gemeinde liegt im linken Becken des Flusses Turia in einer von Weinstöcken besiedelten Ebene, die sich bis zu den Hängen des nahen Berges erhebt.

## Einwohnerentwicklung
| 1795 | 1960 | 1990 | 1994 | 2000 | 2010 | 2019 |
| ---- | ---- | ---- | ---- | ---- | ---- | ---- |
| 2250 | 3973 | 3433 | 3345 | 3357 | 3952 | 3554 |

## Wirtschaft
Die Wirtschaft ist im Wesentlichen landwirtschaftlich. Angebaut werden vor allem Wein, Getreide, Oliven und in kleinerem Umfang auch Obst und Gemüse.